# Death Before Dishonor XIII
Death Before Dishonor XIII est un pay-per-view (PPV) de catch produit par la Ring of Honor (ROH), qui fut disponible uniquement en ligne et via Ustream. Le PPV s'est déroulé au William J. Myers Pavilion à Baltimore, dans le Maryland. Ce fut le 13e Death Before Dishonor de l'histoire de la ROH.

## Contexte
Les spectacles de la Ring of Honor en paiement à la séance sont constitués de matchs aux résultats prédéterminés par les scénaristes de la ROH. Ces rencontres sont justifiées par des storylines - une rivalité avec un catcheur, la plupart du temps - ou par des qualifications survenues au cours de shows précédant l'évènement. Tous les catcheurs possèdent un gimmick, c'est-à-dire qu'ils incarnent un personnage face (gentil) ou heel (méchant), qui évolue au fil des rencontres. Un pay-per-view comme Death Before Dishonor est donc un événement tournant pour les différentes storylines en cours.

### Jay Lethal vs. Roderick Strong
Le 19 juin à Best in the World 2015, Roderick Strong bat Michael Elgin et Moose et devient challenger pour le championnat du monde de la ROH. Plus tard dans la soirée, Jay Lethal bat Jay Briscoe et remporte le titre mondial et conserve son titre de la télévision. Le lendemain, Roderick Strong bat The House of Truth en compagnie des Briscoe Brothers et de O.D.B..

### ACH vs. Adam Page
Après deux défaites en avril, ACH a subi de nombreuses attaques de la part d'Adam Page, qui affirme qu'il n'a ni courage ni charisme pour faire ce métier. Le 19 juin, lors de Best in the World 2015, The Decade (Adam Page et B.J. Whitmer) remportent leur match contre ACH et Matt Sydal. La fédération annonce ensuite qu'un No Disqualification match sera organisé entre les deux protagonistes.

## Résultats
| #                                                                | Matchs, | Stipulation                                                          | Durée |
| ---------------------------------------------------------------- | --- | -------------------------------------------------------------------- | ----- |
| Dark                                                             | Donovan Dijak bat Watanabe | Match simple                                                         |       |
| 1                                                                | Silas Young bat Will Ferrara (en) | Match simple                                                         | 6:23  |
| 2                                                                | Cedric Alexander (avec Veda Scott (en)) bat Moose (avec Stokely Hathaway) | Match simple                                                         | 12:01 |
| 3                                                                | The Briscoe Brothers (Jay Briscoe & Mark Briscoe) (avec O.D.B.) battent Roppongi Vice (Rocky Romero & Baretta)                                                                                                   | Match par équipe                                                     | 15:12 |
| 4                                                                | Adam Cole bat Dalton Castle (avec The Boys) | Match simple                                                         | 13:55 |
| 5                                                                | Adam Page bat ACH | No Disqualification match                                            | 17:56 |
| 6                                                                | The Addiction (Christopher Daniels & Frankie Kazarian) (c) battent The Kingdom (Adam Cole & Michael Bennett) (avec Maria Kanellis), War Machine (Hanson & Raymond Rowe) et reDRagon (Kyle O'Reilly & Bobby Fish) | Four Corners Tag Team match pour les ROH World Tag Team Championship | 16:10 |
| 7                                                                | Jay Lethal (c) (avec Truth Martini, J. Diesel et Donovan Dijak) et Roderick Strong se termine en Time Limit Draw                                                                                                 | Match simple pour le ROH World Championship                          | 60:00 |
| (c) désigne le(s) champion(s) défendant son titre dans le match. | |                                                                      |       |